# Fastiv
Fastiv (ukrajinsky Фастів) je město, které se nachází na střední Ukrajině v Kyjevské oblasti, 64 km jižním směrem od metropole. Je centrem svého rajónu, v současnosti zde žije přibližně 44 tisíc obyvatel.

## Dějiny
Fastiv je historické město, které přežilo bouřlivé období kozáckých válek, v nichž bylo zničeno a později znovu vybudováno. První zmínky jsou z roku 1390. Až do 30. let 20. století bylo město relativně malé, pak zažilo díky železnici velký růst; status města mu byl oficiálně udělen až roku 1938. Mezi památky patří například pravoslavný kostel Cerkva Palija ze 17. století a novogotický katolický kostel.[zdroj?]

## Současnost
Dnešní význam Fastivu spočívá v dopravě; město leží na významném železničním uzlu, ze kterého vycházejí tratě do Střední Evropy (směr Vinnycja - Lvov), Asie a Východní Evropy (směr Kyjev - Rusko a Dnipro - Donbas - Rusko). Kromě toho je zde rovněž význačný strojírenský závod a pivovar.[zdroj?]